# Liste der Premierminister von Alberta

Flagge von Alberta

Diese Liste führt die Premierminister (engl. premier) der kanadischen Provinz Alberta seit der Gründung im Jahr 1905 auf. Alberta besitzt ein Einkammernparlament mit einer auf dem Westminster-System basierenden parlamentarischen Regierung. Dabei ist der Premierminister zugleich Vorsitzender jener Partei, die in der Legislativversammlung die meisten Sitze hält. Der Premierminister tritt als Regierungschef auf, während das Staatsoberhaupt, der kanadische Monarch, durch einen Vizegouverneur (lieutenant governor) vertreten wird. Außerdem stellt der Premierminister aus den Reihen der gewählten Abgeordneten die als Exekutivrat bezeichnete Regierung zusammen und steht dieser vor.
Vor 1905 war Alberta ein Teil der Nordwest-Territorien. Es wurde vor 1897 durch einen Vizegouverneur regiert, von 1897 bis 1905 durch den Premierminister der Nordwest-Territorien.

## Premierminister der Nordwest-Territorien (vor 1905)
| Premierminister (Partei) | Premierminister (Partei) | Premierminister (Partei)                        | Zeitraum                            | Wahlen (Wahlbezirk)                                                     |
| ------------------------ | ------------------------ | ----------------------------------------------- | ----------------------------------- | ----------------------------------------------------------------------- |
|                          |                          | Frederick Haultain (Liberal-Conservative Party) | 7. Oktober 1897 − 1. September 1905 | Ernannt 7. Okt. 1897 Wahl 4. Nov. 1898 (Macleod) 21. Mai 1902 (Macleod) |

## Premierminister von Alberta
| Premierminister (Partei) | Premierminister (Partei) | Premierminister (Partei)                     | Zeitraum                               | Wahlen (Wahlbezirk) |
| ------------------------ | ------------------------ | -------------------------------------------- | -------------------------------------- | --- |
|                          | 1.                       | Alexander Cameron Rutherford (Liberal Party) | 2. September 1905 − 26. Mai 1910       | Ernennung 2. Sep. 1905 Wahl 9. Nov. 1905 (Strathcona) Wiederwahl 22. März 1909 (Strathcona) Rücktritt 26. Mai 1910 |
|                          | 2.                       | Arthur Sifton (Liberal Party)                | 26. Mai 1910 − 30. Oktober 1917        | Ernennung 26. Mai 1910 Wahl 17. April 1913 (Vermillion) Rücktritt 30. Okt. 1917 (Übertritt in Bundespolitik) |
|                          | 3.                       | Charles Stewart (Liberal Party)              | 30. Oktober 1917 − 13. August 1921     | Wahl 7. Juni 1917 (Sedgewick) |
|                          | 4.                       | Herbert Greenfield (United Farmers)          | 13. August 1921 − 23. November 1925    | Ernennung 13. Aug. 1921 Wahl 1921 (Peace River) Rücktritt 23. Nov. 1923 |
|                          | 5.                       | John Edward Brownlee (United Farmers)        | 23. November 1925 − 10. Juli 1934      | Ernennung 23. Nov. 1925 (Ponoka) Wiederwahl 28. Juni 1926 (Ponoka) Wiederwahl 19. Juni 1930 (Ponoka) Rücktritt 10. Juli 1934 |
|                          | 6.                       | Richard Gavin Reid (United Farmers)          | 10. Juli 1934 − 3. September 1935      | Ernennung 10. Juli 1934 (Vermillion) |
|                          | 7.                       | William Aberhart (Social Credit Party)       | 3. September 1935 − 23. Mai 1943       | Ernennung 3. Sep. 1935 Wahl 1935 (Okotoks-High River) Wiederwahl 21. März 1940 (Calgary) Im Amt verstorben |
|                          | 8.                       | Ernest Manning (Social Credit Party)         | 31. Mai 1943 − 12. Dezember 1968       | Ernennung 31. Mai 1943 (Edmonton) Wiederwahl 8. Aug. 1944 (Edmonton) Wiederwahl 17. Aug. 1948 (Edmonton) Wiederwahl 5. Aug. 1952 (Edmonton) Wiederwahl 29. Juni 1955 (Edmonton) Wiederwahl 18. Juni 1959 (Strathcona East) Wiederwahl 17. Juni 1963 (Strathcona East) Wiederwahl 23. Mai 1967 (Strathcona East) Rücktritt 12. Dez. 1968 |
|                          | 9.                       | Harry Strom (Social Credit Party)            | 12. Dezember 1968 − 10. September 1971 | Ernennung 12. Dez. 1968 (Cypress) |
|                          | 10.                      | Peter Lougheed (Progressive Conservative)    | 10. September 1971 − 1. November 1985  | Ernennung 10. Sept. 1971 (Calgary West) Wiederwahl 25. März 1975 (Calgary West) Wiederwahl 14. März 1979 (Calgary West) Wiederwahl 2. Nov. 1982 (Calgary West) Rücktritt 1. Nov. 1985 |
|                          | 11.                      | Don Getty (Progressive Conservative)         | 1. November 1985 − 13. Dezember 1992   | Ernennung 1. Nov. 1985 (Edmonton Whitemud) Wiederwahl 8. Mai 1986 (Edmonton Whitemud) Rücktritt 14. Dez. 1992 |
|                          | 12.                      | Ralph Klein (Progressive Conservative)       | 14. Dezember 1992 − 14. Dezember 2006  | Ernennung 14. Dez. 1992 (Calgary Elbow) Wiederwahl 15. Juni 1993 (Calgary Elbow) Wiederwahl 11. März 1997 (Calgary Elbow) Wiederwahl 12. März 2001 (Calgary Elbow) Wiederwahl 22. Nov. 2004 (Calgary Elbow) Rücktritt 14. Dez. 2006 |
|                          | 13.                      | Ed Stelmach (Progressive Conservative)       | 14. Dezember 2006 − 7. Oktober 2011    | Ernennung 14. Dez. 2006 (Fort Saskatchewan-Vegreville) Wiederwahl 8. März 2008 (Fort Saskatchewan-Vegreville) Rücktritt 7. Okt. 2011 |
|                          | 14.                      | Alison Redford (Progressive Conservative)    | 7. Oktober 2011 − 23. März 2014        | Ernennung 7. Okt. 2011 (Calgary-Elbow) Wiederwahl 23. April 2012 (Calgary-Elbow) Rücktritt 23. März 2014 |
|                          | 15.                      | Dave Hancock (Progressive Conservative)      | 23. März 2014 – 15. September 2014     | Ernennung 23. März 2014 (Edmonton-Whitemud) Rücktritt 15. September 2014 |
|                          | 16.                      | Jim Prentice (Progressive Conservative)      | 15. September 2014 – 24. Mai 2015      | Ernennung 15. September 2014 (Calgary-Foothills) Rücktritt 24. Mai 2015 |
|                          | 17.                      | Rachel Notley (New Democratic Party)         | 24. Mai 2015 – 30. April 2019          | Ernennung 24. Mai 2015 (Edmonton-Strathcona) Rücktritt 30. April 2015 |
|                          | 18.                      | Jason Kenney (United Conservative Party)     | 30. April 2019 – 11. Oktober 2022      | Ernennung 30. April 2019 (Calgary-Lougheed) Rücktritt 11. Oktober 2022 |
|                          | 19.                      | Danielle Smith (United Conservative Party)   | seit 11. Oktober 2022                  | Ernennung 11. Oktober 2022 (kein Wahlbezirk) |